# わんぱくデニス (映画)
『わんぱくデニス』（原題：Dennis the Menace）は、1993年公開のアメリカ合衆国のコメディ映画。
いたずら好きなデニス少年が巻き起こす騒動を描くハートウォーミング・コメディ。ハンク・ケッチャム作の人気漫画『わんぱくデニス』の実写映画化。ジョン・ヒューズ脚本・製作。デニス役のメイソン・ギャンブルは2万人の中からオーディションで選ばれてデビュー、第15回ティーン・チョイス・アワード主演男優賞（子役部門）を受賞した。
公開後に発売された日本語吹替版VHSでは主要キャストの日本語吹替声優にテレビアニメ『サザエさん』の声優陣を起用していることをセールスポイントにしていた。

## あらすじ
デニスはいたずら好きな5歳の男の子。彼はいつものように隣に住む老人ジョージにいたずらをしては困らせていた。
ある日、ジョージの妻マーサが、共働きであるデニスの両親ヘンリーとアリスから、デニスのベビーシッターを引き受け、デニスはウィルソン家で世話になることに。今まで散々いたずらの標的にされていたジョージにとっては、嫌でも毎日デニスと顔を合わせなければならないため、悪夢が始まる。
案の定、デニスはジョージの園芸の功績が認められて受賞したガーデン賞のパーティーをめちゃくちゃにした上、ジョージが楽しみにしていた40年に一度だけ花を咲かせるランが開花する瞬間に声をかけ、見逃させてしまう。ジョージはついに激怒し、デニスに二度と戻ってくるなと怒鳴る。
デニスは泣きながら自転車を漕いで家を飛び出すが、途中で遭遇した怪しげな男に連れ去られてしまう。実はその男は「飛び出しナイフのサム」と呼ばれる、この町一帯を荒らしまわっている強盗で、ジョージの家からも彼が大切にしていた金貨を盗んでいた。
しかし、人質の意味が分かっていないデニスは、喋りまくってサムを困らせる。挙げ句の果てに、サムはデニスに翻弄され、散々な目に遭う。

## キャスト
| 役名                   | 俳優                     | 日本語吹替 |
| ---------------------- | ------------------------ | ---------- |
| デニス・ミッチェル     | メイソン・ギャンブル     | 貴家堂子   |
| ジョージ・ウィルソン   | ウォルター・マッソー     | 永井一郎   |
| マーサ・ウィルソン     | ジョーン・プロウライト   | 麻生美代子 |
| 飛び出しナイフのサム   | クリストファー・ロイド   | 若本規夫   |
| アリス・ミッチェル     | リー・トンプソン         | 加藤みどり |
| ヘンリー・ミッチェル   | ロバート・スタントン     | 増岡弘     |
| マーガレット・ウェード | エイミー・サカシッツ     | 川田妙子   |
| ジョーイ               | ケレン・ハサウェイ       | 大谷育江   |
| 警察署長               | ポール・ウィンフィールド |            |
| ポリー                 | ナターシャ・リオン       |            |
| ミッキー               | デヴィン・ラトレイ       |            |